# Malmö Symfoniorkester

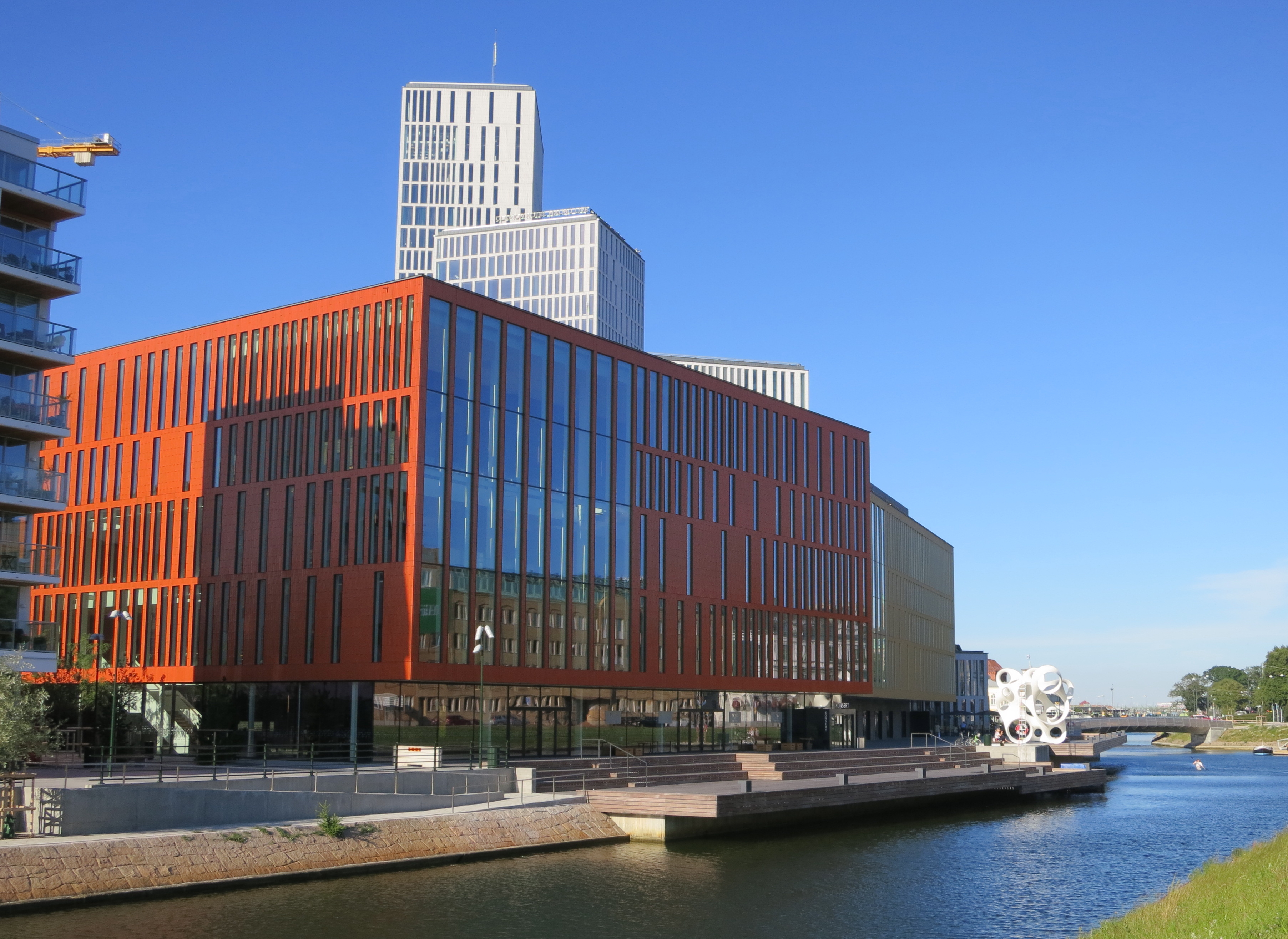
Malmö Live Konserthus

Malmö symfoniorkester (Symfonieorkest van Malmö) is een Zweeds symfonieorkest met als thuishaven Malmö.
Het orkest, in Zweden afgekort met MSO, is opgericht in 1925 en gaf zijn eerste concert op 18 januari van dat jaar. Het orkest startte met 51 musici, breidde uit tot 83 musici in 1989 en circa 100 in 2009. Het orkest speelde eerst voornamelijk in het Malmö City Theatre, dat sinds de opening in 1944 diende voor allerlei culturele voorstellingen.
In 1985 kreeg het orkest een eigen concertzaal, de Malmö konserthus, en 2015 in Malmö Live Konserthus. Onder zijn chef-dirigenten bevonden zich Georg Schnéevoight (1930-1947), Stig Westerberg en Vernon Handley. Ook Tor Mann en Leif Segerstam hebben op de bok gestaan.

## Chef-dirigenten
- 1925-1929 Walther Meyer-Radon
- 1930-1947 Georg Schnéevoigt
- 1948-1961 Sten-Åke Axelsson
- 1962-1964 Rolf Agop
- 1969-1974 Elyakum Shapirra
- 1974-1977 Janos Fürst
- 1978-1985 Stig Westerberg
- 1986-1988 Vernon Handley
- 1988-1990 Brian Priestman, eerste gastdirigent
- 1991-1994 James DePreist
- 1994-1997 Paavo Järvi
- 1997-2000 Gilberg Varga, eerste gastdirigent
- 2002-2003 Mario Venzago, eerste gastdirigent
- 2002-2006 Markus Lehtinen, eerste gastdirigent
- 2003-2006 Christoph König
- 2006-2011 Vasili Sinajski
- 2011- Marc Soustrot